# Château de Fan
 (novembre 2023).
Si vous disposez d'ouvrages ou d'articles de référence ou si vous connaissez des sites web de qualité traitant du thème abordé ici, merci de compléter l'article en donnant les références utiles à sa vérifiabilité et en les liant à la section « Notes et références ».
Le château de Fan est un ancien château situé à Lussan dans le Gard. Ce château est en contrebas de la haute ville de Lussan, sur la route entre Barjac et Uzès. Il est inscrit aux monuments historiques en 1972.

## Origine du nom
Au temps des Gaulois, un temple était construit sur ce lieu. Il était consacré aux nymphes et nommé : Fanum.
La petite rivière qui prend sa source au pied se nomme donc le Fan.

## Historique
- En 1550, Gaspard d'Audibert, seigneur de Lussan revient de la campagne d'Italie. Ayant vu l'inutilité des châteaux haut perchés et ayant admiré la beauté des résidences italiennes, il décide la construction d'un château près de la source d'un petit ruisseau nommé le Fan.
- Au début du XVIIIe siècle, le château est peu entretenu par son propriétaire.
- Vers 1791 confisqué par les révolutionnaires, le bâtiment devient une hostellerie.
- En 1795, le château est vendu à un habitant de Lussan : Théophile Gide, l'arrière-grand-père de l'écrivain André Gide[2].
- Vers la fin du XIXe siècle, le bâtiment devient une gendarmerie. Évidemment, quelques remaniements sont réalisés pour le confort des familles. Mais le château garde quand même son identité. Il semble que les gendarmes soient heureux d'habiter un tel bâtiment.
- En 1920, la famille Gide ayant besoin d'argent vend le château à la municipalité. Le manque d'entretien détériore l'intérieur du château.
- En 1980, les gendarmes sont transférés à Audabiac. Un gardiennage communal est assuré, mais les bâtiments sont peu entretenus.
- En 2008, le bâtiment a été mis en vente puis acheté pour réaliser des appartements. Le vieux château commence une nouvelle vie.
- Au XXIe siècle, la visite est libre et gratuite à l'extérieur. La propriété est privée et non visitable.

## Le bâtiment
De plan rectangulaire, il est orné de tours sur 3 des 4 angles. Seul l'angle nord est dépourvu de tour. Voulu dans le style renaissance d'inspiration italienne et toscane, l'édifice compte 3 niveaux, un rez-de-chaussée surmonté de 2 étages, et d'une toiture en tuiles romanes.